# أليكسييفكا (مقاطعة بيلغورود)
أليكسييفكا (بالروسية: Алексеевка) هي إحدى مدن روسيا في الكيان الفدرالي الروسي بيلغورود أوبلاست.

## أعلام
- إستيفان هورتي